# Strassen (Luxemburg)
Strassen (luxemburgisch Stroossenⓘ) ist eine Gemeinde im Großherzogtum Luxemburg und gehört zum Kanton Luxemburg.

## Herkunft des Namens
Der Name Strassen stammt von dem lateinischen Wort strata, das so viel heißt wie „Militärstraße“. In der Römerzeit führte diese Straße von Trier bis nach Arel durch die Ortschaften Strassen und Mamer.

## Verkehr
Die Gemeinde Strassen wird vom Schienenverkehr bedient durch den Bahnhof Bertrange-Strassen an der Bahnstrecke Namur–Luxemburg.